# みずのまい
みずのまいは、日本の児童書作家。

## 来歴
2010年ポプラ社から「お願い！フェアリー」でデビュー。シリーズ化され、2019年、23巻で最終巻となる。
「たったひとつの君との約束」は集英社みらい文庫から発売され、全9巻となる。また、りぼんにて池田春香によりコミカライズされ、りぼんマスコットコミックスから単行本が刊行されている。こちらは全1巻。
第7回集英社みらい文庫大賞審査委員長。

## 作品
- お願い！フェアリー（ポプラ社 ソフトカバー 挿絵：カタノトモコ）
  1. ダメ小学生、恋をする。
  2. はじめてのデートっ!?
  3. 告白は、命がけ!!
  4. 1日だけの永遠のトモダチ
  5. 転校生は王子様!?
  6. 恋のライバルのヒミツ★
  7. 恋の真剣勝負!
  8. 海辺の恋の大作戦!
  9. ファッションショーでモデルデビュー!?
  10. コクハク大パニック!
  11. 修学旅行でふたりきり!?
  12. ゴーゴー!お仕事体験
  13. キミとオーディション
  14. 山ガールとなぞのラブレター
  15. キスキス!ホームラン!
  16. キセキの運動会!
  17. 11歳のホワイトラブ
  18. 好きな人のとなりで。
  19. 好きな人に、さよなら?
  20. 未来からのプロポーズ
  21. 不思議の国のハロウィンナイト
  22. お別れはロマンティックに!!
  23. 再会はドラマティックに!!
- ココロときめくアンソロジー キラキラ!（ポプラポケット文庫）「お願い!フェアリー」の短編が収録されている。
- おともだちにはヒミツがあります!（角川つばさ文庫 挿絵：藤実なんな）
- たったひとつの君との約束（集英社みらい文庫 挿絵：U35）
  1. ～また、会えるよね?～
  2. ～はなれていても～
  3. ～かなしいうそ～
  4. ～キモチ、伝えたいのに～
  5. ～失恋修学旅行～
  6. ～好きな人には、好きな人がいて～
  7. ～なみだの聖夜～
  8. ～引きさかれる運命?～
  9. ～君がくれた未来～
- 人気シリーズ大集合! 5分でときめき! 超胸キュンな話（集英社みらい文庫）「たったひとつの君との約束」の短編が収録されている。
- スターになったらふりむいて（集英社みらい文庫 挿絵：乙女坂心）
  1. ～ファーストキスはだれとする?～
  2. ～モテ男子に片思い～
  3. ～きみのそばにいたくて～
- 流れ星の約束
  1. 流れ星の約束 再会したきみは芸能人!? 伝えたい想い
  2. 流れ星の約束 運命のきみと波乱のオーディション
- ラストでわかる だれの手紙（PHP研究所）短編作品が収録されている。
- あなたの恋を叶えます　ダーク（PHP研究所）
- クリエイティ部!（ポプラ社 ポプラキミノベル 挿絵：卯花つかさ）
  1. イケメンプロデュース大作戦!!
  2. 仮装マラソンで想いよ届け!
  3. 相方に片想い⁉全力お笑いラブバトル!
  4. 真夏のラクガキ大冒険!
- ダメ恋？ でも、好きになっちゃった。（ポプラ社 ポプラキミノベル）短編作品が収録されている。
- 12星座男子（ポプラ社 ポプラキミノベル　挿絵：福きつね）
  1. わたしの占いがみんなを救う
  2. 星空キャンプで、恋占い?
- だいすきなキモチ ウチらの宝物（集英社みらい文庫 単行本四六判 挿絵：壱コトコ）
- 放課後オンライン なやみ相談したら、回答者になっちゃった!?（ポプラ社 ソフトカバー 挿絵：西尾雄太）
- 万葉恋ばな ～春夏秋冬～（学研プラス 5分後の隣のシリーズ 挿絵：ゆの）
- 鏡のうらのカガミさん（学研プラス　挿絵：キナコ）